# Eryngium sarcophyllum
Eryngium sarcophyllum là một loài thực vật có hoa trong họ Hoa tán. Loài này được Hook. & Arn. mô tả khoa học đầu tiên năm 1833.